# Accent
Accent es un lenguaje de programación interpretado de muy alto nivel, publicado en 1990 por CaseWare, Inc. (adquirida por Telelogic Synergy). Accent tiene soporte nativo para cadenas de texto y tablas. Está fuertemente tipado y admite llamadas remotas a las funciones.
Este artículo está basado en material obtenido del Free On-line Dictionary of Computing anterior al 1 de noviembre de 2008 y constituido de conformidad con las "renovación de licencias de" términos de la licencia GFDL, versión 1.3 o posterior.
- Datos: Q972868